# 女坂

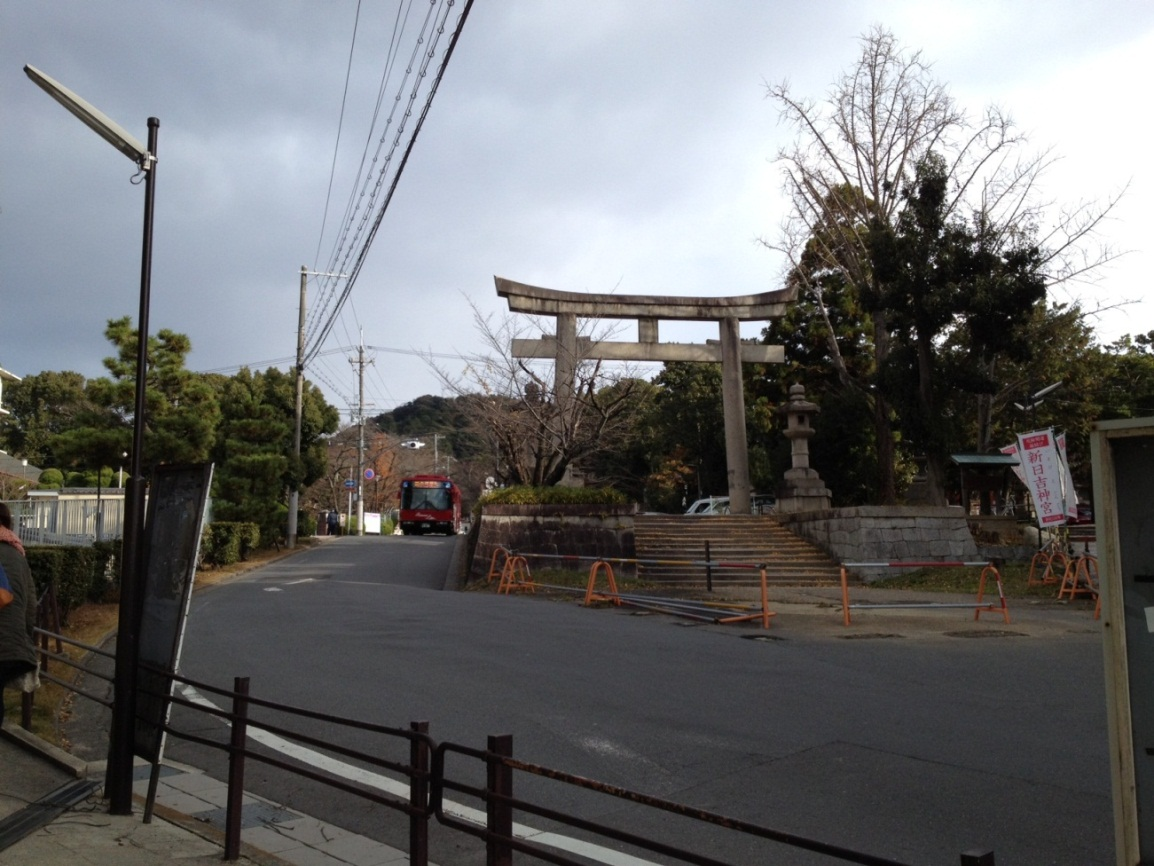
女坂中段

女坂（おんなざか）是日本京都市东山区東山七条的一个斜坡，在智積院与妙法院之间。周围有京都女子中学校・高等学校、京都女子大学的校舍。

## 概要
由于京都女子中学校・高等学校和京都女子大学在早晚都有许多女生上坡下坡，因而通往学校的道路被称为“女坂”。其长度为408米，高度差为25.41米。  
在入口处，有一根「豊国廟参道」的石柱，标志通往丰臣秀吉墓和丰国庙的道路。斜坡上有通往京都女子大学的巴士通过。